# Spilarctia nobilis
Spilarctia nobilis là một loài bướm đêm thuộc phân họ Arctiinae, họ Erebidae.